# Arthur Goddard
Arthur Milton Goddard (Stockport, 14 giugno 1878 – Liverpool, 27 maggio 1956) è stato un calciatore inglese, di ruolo ala.

## Carriera
Nato a Stockport, inizia la propria carriera calcistica all'età di 16 anni tra le file degli Heaton Norris Rovers, diventati poi Stockport County nel 1890. Nel dicembre 1898 viene promosso definitivamente in prima squadra. Le sue prestazioni con il club attirano l'attenzione del Glossop, che lo acquista a titolo definitivo nel 1899 per 260 sterline.
Nel febbraio 1902 passa al Liverpool per una somma di 460 sterline. Debutta ufficialmente con la maglia dei Reds l'8 marzo seguente, in occasione di una sconfitta 3-1 in casa del Wolverhampton. Nelle sue 12 stagioni trascorse ad Anfield ha collezionato 415 presenze e 80 reti, vincendo un campionato di Second Division e un campionato di First Division. 
Nel settembre 1914 si trasferisce al Cardiff City, dove termina la propria carriera agonistica.

## Palmarès

### Competizioni nazionali
- Campionato inglese: 1

Liverpool: 1905-1906
- Campionato inglese di seconda divisione: 1

Liverpool: 1904-1905